# Tampa-Affäre
Die Tampa-Affäre ereignete sich im August 2001, als sich die damalige australische Koalitionsregierung von Liberal Party und National Party unter dem Premierminister John Howard weigerte, 438 Boatpeople aufzunehmen, die der norwegische Frachter Tampa von dem nicht mehr seetüchtigen Holzboot Palapa 1 aus Indonesien innerhalb internationaler Gewässer unweit der australischen Seegrenzen gerettet hatte. Der Vorfall führte dazu, dass Australien eine strikte Einwanderungshaft einführte, die bis heute angewendet wird.
Nicht nur, dass sich der acht Tage dauernde Vorfall zu einer diplomatischen Auseinandersetzung zwischen Australien und Norwegen entwickelte, sondern die Tampa-Affäre war ein zentrales Thema der Parlamentswahl in Australien 2001, sodass verschiedentlich sogar in der australischen Presse von der „Tampa election“ („Tampa-Wahl“) geschrieben wurde. Weitere Skandale wie die Children Overboard Affair im Oktober 2001, bei der die damalige Regierung nachweislich die Unwahrheit behauptete und der kurz danach erfolgende Untergang des Flüchtlingsschiffs SIEV X im Oktober 2001 mit 353 ertrunkenen Boatpeople führten die Diskussion um die Migrations- und Asylpolitik Australiens an. Vermutlich war dies ein wesentlicher Faktor, dass die liberalkonservative Regierung unter Premierminister John Howard die Wahl am 10. November 2001 gewann.

## Vorgeschichte
In Australien gab es einen historisch überkommenen Rassismus, der davon ausgeht, dass die weiße Rasse moralisch und intellektuell anderen nichtweißen Rassen überlegen sei. Diese Form einer rassistischen Politik wird als White Australia Policy bezeichnet und richtet sich vor allem gegen Asiaten und Aborigines. Die White Australia Policy erhielt vom neugegründeten australischen Nationalstaat am 23. Dezember 1901 mit dem Immigration Restriction Act Gesetzesrang. Die Folgen dieser restriktiven Politik kamen nach dem Zweiten Weltkrieg in fehlenden Arbeitskräften zum Ausdruck. Die Labor-Regierung von Ben Chifley ermöglichte daraufhin eine Einwanderung vom Kontinent Europa sowie eine in Zahlen begrenzte Zuwanderung aus anderen Kontinenten, womit die White Australia Policy lediglich modifiziert und nicht aufgehoben wurde. Die Lockerung wurde bereits im Jahr 1966 von der konservativen Harold-Holt-Regierung teilweise aufgehoben und die danach regierende konservative Gough-Whitlam-Regierung hob sie mit dem Racial Discrimination Act im Jahr 1975 gänzlich auf. Als die Zahlen der Zuwanderung anstiegen, erließ die Labor-Regierung unter Bob Hawke ein neues Gesetz, den Migration Legislation Amendment Act 1989. Dieses Gesetz ermöglichte eine Einwanderungshaft in Australien für Boatpeople. Paul Keating von der Labor Party, der 1991 zum Premierminister ernannt wurde, verabschiedete im Jahr 1992 den Migration Amendment Act und damit kamen seit 1992 nahezu alle Personen, die ohne ein gültiges Visum auf Booten ankamen, in Einwanderungshaft und wurden in Internierungslager eingesperrt. Im Verlauf der Tampa-Affäre gelang es der Regierung von John Howard am 29. August 2001 in einem gesetzlichen Eilverfahren die „Border Protection Bill 2001“ in beiden Kammern zu verabschieden und damit eine weitere Verschärfung der Migrations- und Asylpolitik Australiens durchzusetzen. Damit konnten Boatpeople außerhalb des australischen Hoheitsgebiets in Lagern weggesperrt werden.

## Seenotrettung

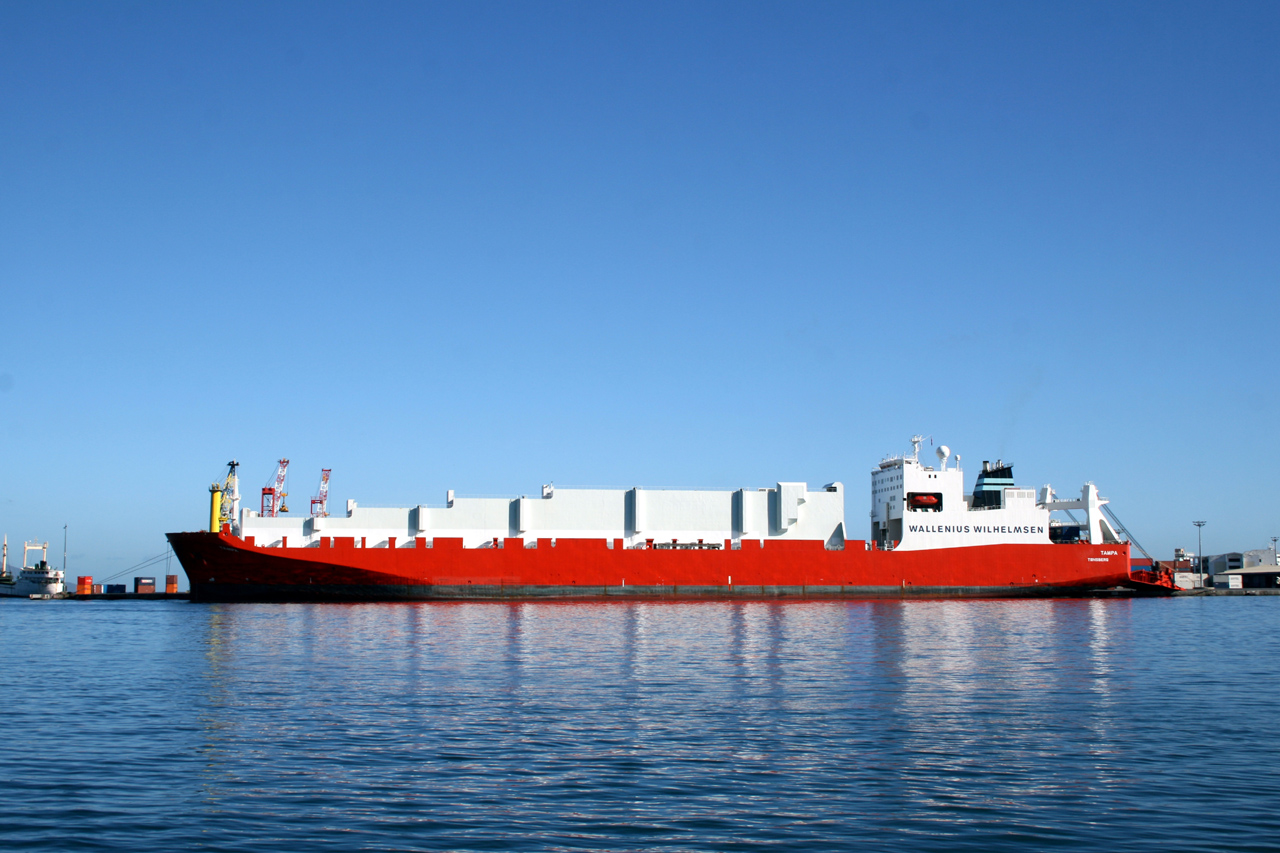
Die Tampa (2009)

Am 24. August 2001 geriet das Fischerboot Palapa 1, aus Indonesien kommend, mit 438 Personen (369 Männer, 26 Frauen und 43 Kinder) etwa 140 Kilometer nördlich der Weihnachtsinsel in internationalen Gewässern in Seenot. In anderen Darstellungen wird von 433 Personen ausgegangen. Am Morgen des 26. August wurden die in der Nähe befindlichen Schiffe vom australischen Seenotrettungszentrum der Australian Maritime Safety Authority aufgefordert, dem Boot zu Hilfe zu kommen. Die Tampa als nächstpositioniertes Schiff konnte mit Unterstützung des Küstenwachflugzeuges Coastwatch 583 die Palapa nach vier Stunden finden und die Menschen von dem sinkenden Boot retten. Die Rettungsaktion fand in internationalen Gewässern etwa 75 Seemeilen von der australischen Weihnachtsinsel und 250 Seemeilen vom indonesischen Hafen Merak entfernt statt. Die indonesische Rettungsleitstelle zu der das Seenotrettungsgebiet formal gehört, konnte bis dahin von den Australiern nicht erreicht werden.
Mit den zusätzlichen über 400 Menschen bei 27 Besatzungsmitgliedern war eine planmäßige Weiterfahrt nach Singapur wegen der Bauart des überfüllten Schiffes (RoRo-Schiff für maximal 50 Menschen zugelassen), mangelnder medizinischer Grundversorgung und fehlender Nahrung nicht möglich. Schiff und Menschen an Bord wären gefährdet worden. Nach geltendem internationalen Seerecht (u. a. Internationales Übereinkommen zum Schutz des menschlichen Lebens auf See) sind gerettete Schiffbrüchige unverzüglich in den nächstgelegenen Hafen zu transportieren. Dies war die australische Weihnachtsinsel.
Nach der Bergung der Seebrüchigen konnte Kapitän Arne Rinnan das zuständige indonesische Seenotrettungszentrum erreichen und erhielt die Erlaubnis, Merak anzulaufen. Nachdem die Tampa die Boatpeople, von denen die meisten der afghanischen Minderheit der Hazara angehörten, gerettet hatte, steuerte sie daher in Richtung Merak. Kurz darauf kamen fünf Boatpeople auf die Schiffsbrücke und forderten aggressiv, dass die Tampa in Richtung der näher gelegenen Weihnachtsinsel abdrehen solle. Um Konflikte und die Gefährdung von Schiff und Menschen zu vermeiden, änderte der norwegische Kapitän nach Rücksprache mit der australischen Seenotleitstelle den Kurs auf die vier Stunden entfernte Weihnachtsinsel und ihm wurde angeblich gesagt, dass die dortige Hafenpolizei an Bord kommen würde. Kurz vor dem Erreichen australischer Gewässer schaltete sich die australische Migrationsbehörde in Canberra ein und teilte mit, dass das Schiff nicht in australische Gewässer einlaufen dürfe, weil der Kapitän ansonsten die unerlaubte Migration fördern und sich damit strafbar machen würde. Kapitän Rinnan stoppte daher außerhalb der 12-Meilenzone. Ab 27. August begannen kontroverse politische Diskussionen zwischen Norwegen, Indonesien und Australien. Kapitän Rinnan sandte ab dem 28. August Pan-Pan-Hilferufe. Obwohl die australischen Minister in öffentlichen Kommentaren Hilfe zusagten, kam diese nicht auf der Tampa an und am 29. August erklärte der Kapitän die Tampa zu einem Seenotfall und fuhr unter Missachtung des australischen Verbots in die Hoheitsgewässer ein, um einen Notliegeplatz zu erreichen.

## Weihnachtsinsel
Kapitän Rinnan informierte seine Reederei, die norwegische Wilh. Wilhelmsen, und die australische Küstenwache und bat um Erlaubnis, die Schiffbrüchigen auf der Weihnachtsinsel an Land bringen zu dürfen. Diese wurde ihm von der Küstenwache verweigert und er stattdessen aufgefordert, seinen Kurs wieder in Richtung Indonesien zu ändern. Die Australier drohten dem Kapitän, dass er, falls er sein Vorhaben fortsetzen würde, Gefahr laufe, in Australien wegen Menschenhandels festgesetzt und angeklagt zu werden. Daraufhin änderte Rinnan erneut seinen Kurs, was die Schiffbrüchigen bald bemerkten. Sie drängten ihn wiederum zu einem Kurswechsel. Rinnan befürchtete, dass es beim Beibehalten dieses Kurses zu Widerständen kommen könnte. Ferner befürchtete er auch Angriffe auf seine Besatzung oder dass Schiffbrüchige in ihrer Verzweiflung über Bord springen würden. Daher änderte er seinen Kurs erneut.
Vor der Weihnachtsinsel angekommen, ankerte die Tampa in einer Entfernung von 22 Kilometern in internationalen Gewässern. Die australische Regierung verweigerte weiterhin die Aufnahme der Flüchtlinge, allerdings versorgte sie die Schiffbrüchigen mit medizinischer Hilfe, Verpflegung und Trinkwasser auf dem Schiff.
Am 29. August erklärte Rinnan sein Schiff selbst zu einem Seenotfall und erbat Hilfe. Trotz seiner Seenot wurde ihm die Zufahrt in die Territorialgewässer und den Hafen Flying Fish Cove verwehrt und erbetene medizinische Hilfe wurde nicht geleistet. Daraufhin drang er ohne eine Erlaubnis in die australischen Gewässer vor der Weihnachtsinsel ein. Inzwischen hatte die australische Regierung eine Spezialeinheit mit 45 Soldaten des Special Air Service auf die Insel gebracht. Nachdem die Tampa in die australische Zone eingedrungen war, fingen die Soldaten das Schiff mit Schlauchbooten ab und betraten es. Die Schlauchboote trugen keine nationale Flagge, die Soldaten allerdings australische Rangabzeichen. Die Boatpeople transportierten sie in diesen Booten zum australischen Truppentransportschiff HMS Manoora. Damit hatten die Boatpeople mit dieser Maßnahme kein australisches Hoheitsgebiet betreten und somit keine Möglichkeit erhalten einen Antrag auf Asyl zu stellen. Der Truppentransporter setzte anschließend die Boatpeople in den kleinen Inselstaat Nauru ab (siehe weiter unten).

## Deportation

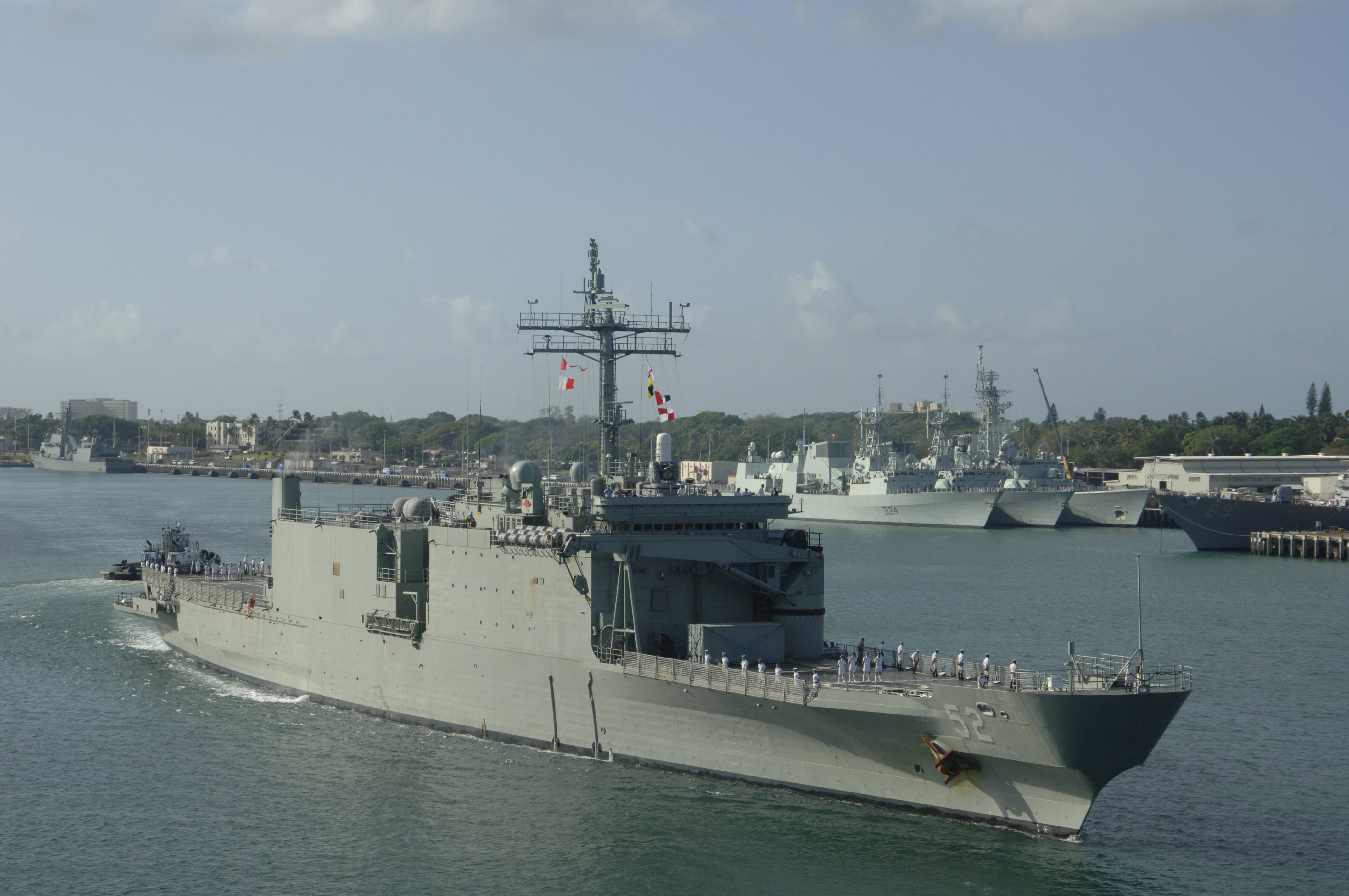
Truppentransporter HMAS Manoora (2006)

Die Regierung hatte am 29. August 2001 in einem Eilverfahren die „Border Protection Bill 2001“ in beiden Kammern verabschiedet. Dies versetzte sie in die Lage, alle Schiffe mit Asylsuchenden und die darauf befindlichen Personen aus nationalen Gewässern zu entfernen oder sie in in- und ausländische Einwanderungshaft zu nehmen. Die politische Opposition war in den Kammern in der Minderheit. Eine Menschenrechtsorganisation klagte gegen die Border Protection Bill; die Klage wurde abgewiesen.
Die australische Regierung hatte die HMAS Manoora zur Weihnachtsinsel beordert. Das Schiff mit einer Transportkapazität von mehr als 400 Personen sollte die asylsuchenden Schiffbrüchigen aufnehmen und außer Landes absetzen. Am 2. September hatte die australische Regierung mit den Regierungen von Nauru und Neuseeland ein Übereinkommen über die Aufnahme erzielt.
Am 3. September wurden die Boatpeople von der Tampa innerhalb von drei Stunden auf die Manoora gebracht. Da die Schiffbrüchigen keinen australischen Boden betreten sollten, weil dies den Automatismus eines Asylantrags ausgelöst hätte, sollten sie zunächst auf der Manoora nach Papua-Neuguinea gebracht werden. Von dort aus wollte man sie in Gruppen mit Flugzeugen nach Neuseeland und Nauru bringen. Davon wurde abgesehen, weil die Boatpeople nach ihrer Landung in Papua-Neuguinea dort ein Recht auf Asyl erlangen würden. Daher entschied die australische Regierung, sie direkt mit der Manoora in den 7000 Kilometer entfernten kleinen Inselstaat Nauru zu transportieren.

## Verbleib der Flüchtlinge
131 der Boatpeople wurden von Nauru nach Neuseeland geflogen und im Mangere Refugee Centre in Auckland untergebracht, die anderen blieben im Nauru Regional Processing Centre auf Nauru.
Ein Jahr später wurde durch eine Veröffentlichung von Amnesty International vom 24. August 2002 bekannt, dass 130 der nach Neuseeland gebrachten Boatpeople dort einen permanenten Aufenthaltsstatus erhalten hatten. Im Internierungslager Nauru waren sieben Afghanen kurz vor der Veröffentlichung in ihre Heimat zurückgekehrt. In einem Zeitungsbericht – 15 Jahre nach dem Ereignis – wird im Jahr 2016 berichtet, dass von denjenigen Asylsuchenden der Tampa, die ein auf fünf Jahre befristetes Aufenthaltsrecht in Australien erhielten, weniger als 30 letztlich dort blieben.

## Ehrungen
Die Mannschaft und der Kapitän der Tampa wurden für ihr Verhalten im Jahr 2002 mit dem Nansen-Flüchtlingspreis ausgezeichnet, den der Hohe Flüchtlingskommissar der Vereinten Nationen auslobt. Kapitän Arne Rinnan wurde in Norwegen der höchste zivile Orden verliehen. In der Lloyd’s List wurde er zum Kapitän des Jahres gewählt. Ebenfalls wurde ihm diese Ehre durch das britische Nautical Institute zuteil.